# 杨广玉
杨广玉（1965年3月—），北京人，中华人民共和国政治人物、外交官。

## 生平
1987年，进入中华人民共和国外交部工作，先后在外交部翻译室、驻法国大使馆、外交部西欧司任职。2001年，任外交部西欧司参赞。2003年，任山东省威海市市长助理。2004年，任外交部礼宾司副司长。2009年8月，出任中华人民共和国驻乍得大使。2012年，任外交部大使。2014年6月，出任中华人民共和国驻阿尔及利亚大使。2018年11月，自驻阿尔及利亚大使离任。

## 荣誉

### 外国勋章奖章
- 乍得国家军官勋章（乍得，2012年8月23日颁发[4]）